# Victor Gustave Robin
Victor Gustave Robin   (4t districte de París, 20 d'abril de 1855 - París, 1897) va ser un matemàtic francès · , professor de matemàtiques aplicades a la Sorbona. Va treballar també en el camp de la física, i particularment en termodinàmica i en la teoria del potencial. Els seus treballs van ser premiats dues vegades (1893 et 1897) amb el premi Francœur de l'Acadèmia Francesa de les Ciències i amb el Premi Poncelet (1895).
Tot i que mai se'n va servir, Robin és conegut per la condició de frontera de Robin, també denominada tercera condició en referència a les condicions de frontera de Dirichlet i de Neumann, normalment considerades com la primera i la segona condició en teoria potencial.
Les seves obres escollides van ser editades de forma pòstuma (1899-1903) pel seu amic i col·lega Louis Raffy.